# NGC 7640
NGC 7640 (другие обозначения — PGC 71220, UGC 12554, MCG 7-48-2, ZWG 532.17, ZWG 533.1, IRAS23197+4034) — спиральная галактика с перемычкой (SBc) в созвездии Андромеда.
Этот объект входит в число перечисленных в оригинальной редакции «Нового общего каталога».